# 陕西延安中学
延安中学位于中华人民共和国陕西省延安市宝塔区，该校创建于1938年8月，是中国共产党创办的第一所中学。1978年被列为全国首批办好的重点中学，目前该校是也是陕西省普通高中示范性学校，是延安市教育局唯一直接管理的高级中学。学校有两个校区，学校占地329亩（校本部98亩，枣园校区231亩），总建筑面积13.45万平方米（校本部3万平方米，枣园校区10.45万平方米）。

## 2024年7月学生自杀事件
主条目：2024年7月陕西延安中学学生自杀事件
根据学校官方通报，2024年7月4日下午14点25分左右，该校教师康艳梅、徐芳霸凌高一6班的一名张姓學生導致學生从学校4号楼的五楼跳樓自殺，引起社会广泛关注。
1. ↑  . 2024-07-06  [2024-07-07]. （原始内容存档于2024-07-07） （cn）.